# Fagereke (naturreservat)
Fagereke är ett kommunalt naturreservat belägen strax nordväst om Oskarshamn i Oskarshamns kommun i Kalmar län.
Området är naturskyddat sedan 2011 och är 66 hektar stort. Reservatet består av betesmarker, barrblandskog och ädellövnaturskogar.